# 葉室宗行
葉室 宗行（はむろ むねゆき）は、鎌倉時代の公卿。左大弁・藤原行隆の五男。権大納言・藤原宗頼の養子。官位は正三位・権中納言、贈従二位。

## 経歴
建保2年12月（1215年1月）参議に任ぜられ、建保6年（1218年）正三位・権中納言に叙任。
承久3年（1221年）に起きた承久の乱では、後鳥羽上皇とともに北条義時の追討を図るも失敗におわり、鎌倉方の小山朝長に預けられた。鎌倉に護送される最中の駿河国藍沢原で斬首された。
辞世の詩は　昔南陽県菊水　汲下流而延齢　今東海道菊河　宿西岸而失命（昔は南陽県の菊水　下流を汲んで齢を延ぶ　今は東海道菊河の　西岸に宿して命を失う）
処刑地には墓が建てられていたが、明治10年(1877年）に地元の有志によって宗行を祀る藍澤神社が静岡県御殿場市新橋に創建された。
昭和になって、承久の乱で処刑された藤原範茂・一条信能・源有雅・藤原光親も祀り、藍澤五卿神社に改名された。
死後700年以上経った昭和3年（1928年）11月10日に従二位が贈られている。

## 系譜
- 父：藤原行隆
- 母：美福門院越前（藤原行兼の娘）
- 養父：藤原宗頼
- 生母不詳の子女
  - 男子：葉室範宗
  - 男子：葉室宗基
  - 男子：教尊
  - 女子：業資王室
  - 女子：花山院忠経室
  - 女子：資宗王室
- 養子女
  - 養子：葉室宗氏 - 実は藤原家長の子
  - 養子：葉室宗嗣 - 実は藤原宗方の子